# Kurtamysz
Kurtamysz – miasto w Rosji, w obwodzie kurgańskim. W 2010 roku liczyło 17 099 mieszkańców.